# خافيير أورتيز
خافيير أورتيز (بالإنجليزية: Javier Ortiz)‏ هو لاعب كرة قاعدة أمريكي، ولد في 22 يناير 1963 في بوسطن في الولايات المتحدة.

## وصلات خارجية
- خافيير أورتيز على موقعبيزبول رفرنس.كوم (الدوري الرئيسي) (الإنجليزية)
- خافيير أورتيز على موقعبيزبول رفرنس.كوم (الدوري الثانوي) (الإنجليزية)